# Malgasia marmorata
Malgasia marmorata är en insektsart som först beskrevs av Henri Saussure 1899.  Malgasia marmorata ingår i släktet Malgasia och familjen Mogoplistidae. Inga underarter finns listade i Catalogue of Life.